# Wilhelm Görck

Wilhelm Görck

Wilhelm Görck (* 9. August 1862 in Lüneburg; † 26. Dezember 1938 in Heide) war ein deutscher Jurist und Politiker (NLP, DVP).

## Leben und Beruf
Nach dem Abitur nahm Görck ein Studium der Rechtswissenschaften an den Universitäten in Tübingen, Leipzig und Berlin auf, das er 1885 mit dem ersten juristischen Staatsexamen und mit der Promotion zum Dr. jur. beendete. Er trat anschließend als Referendar in den preußischen Justizdienst ein und war seit 1895 als Richter am Amtsgericht Heide tätig, zuletzt als Amtsgerichtsrat.

## Partei
Görck war bis 1918 Mitglied der Nationalliberalen Partei und trat nach der Novemberrevolution in die DVP ein.

## Abgeordneter
Görck war von 1907 bis 1912 Mitglied des Deutschen Reichstages. Von 1904 bis 1918 gehörte er auch dem Preußischen Abgeordnetenhaus an, wo er als Abgeordneter den Wahlkreis Schleswig-Holstein 12 (Norderdithmarschen) vertrat. Er war von 1919 bis 1921 Mitglied der Verfassunggebenden Preußischen Landesversammlung und wurde anschließend in den Preußischen Landtag gewählt, dem er bis 1924 angehörte.